# Tanie Kitabayashi
Tanie Kitabayashi (北林谷栄, Kitabayashi Tanie), née dans la préfecture de Tokyo le 21 mai 1911 et morte à Setagaya (un des vingt-trois arrondissements de Tokyo) le 27 avril 2010, est une actrice et seiyū japonaise.

## Biographie
Tanie Kitabayashi apparait en tant qu'actrice dans près de 140 films entre 1950 et 2002.

## Filmographie partielle

### Au cinéma

#### Les années 1950
- 1950 : Scandale (醜聞, Shubun?) d'Akira Kurosawa : Yasu Hiruta
- 1950 : La Bête blanche (白い野獣, Shiroi yaju?) de Mikio Naruse
- 1950 : Les Misérables (レ・ミゼラブル あゝ無情 第一部 神と悪魔, Re mizeraburu: kami to akuma?) de Daisuke Itō
- 1950 : Les Misérables II (レ・ミゼラブル あゝ無情 第二部 愛と自由の旗, Re mizeraburu: kami to jiyu no hata?) de Masahiro Makino
- 1951 : L'Enchanteresse (牝犬, Mesu inu?) de Keigo Kimura
- 1952 : Sekishun (惜春?) de Keigo Kimura
- 1952 : Les Enfants d'Hiroshima (原爆の子, Gembaku no ko?) de Kaneto Shindō : Otoyo
- 1952 : La Belle et le Voleur (美女と盗賊, Bijo to tozoku?) de Keigo Kimura : Mme Inokuma
- 1952 : Muntinlupa no yo wa fukete (モンテンルパの夜は更けて?) de Nobuo Aoyagi
- 1952 : Jinsei gekijo: dai ichi bu (人生劇場 第一部 青春愛欲篇?) de Shin Saburi
- 1953 : Jinsei gekijo: dai ni bu (人生劇場 第二部 残侠風雲篇?) de Shin Saburi
- 1953 : Une femme marche seule sur la terre (女ひとり大地を行く, Onna hitori daichi o iku?) de Fumio Kamei
- 1953 : Epitome (縮図, Shukuzu?) de Kaneto Shindō : Oshima
- 1953 : Désirs (慾望, Yokubo?) de Kōzaburō Yoshimura : Setsu
- 1953 : La Tragédie du Japon (日本の悲劇, Nihon no higeki?) de Keisuke Kinoshita : la femme d'Ichizo
- 1953 : La Vie d'une femme (女の一生, Onna no issho?) de Kaneto Shindō : Tora, la mère de Yuki
- 1954 : Lumière (ともしび, Tomoshibi?) de Miyoji Ieki : Shima, la grand-mère de Senta
- 1954 : Quartier sans soleil (太陽のない街, Taiyo no nai machi?) de Satsuo Yamamoto
- 1954 : Kakute yume ari (かくて夢あり?) de Yasuki Chiba : Ritsu
- 1954 : La Vallée de l'amour et de la mort (愛と死の谷間, Ai to shi no tanima?) de Heinosuke Gosho
- 1954 : Dorodarake no seishun (泥だらけの青春?) d'Ichirō Sugai : la mère de Shigeki
- 1954 : Un Milliardaire (億万長者, Okuman choja?) de Kon Ichikawa
- 1955 : L'Enfant favori de la bonne (女中ッ子, Jochūkko?) de Tomotaka Tasaka
- 1955 : Le Pauvre cœur des hommes (こころ, Kokoro?) de Kon Ichikawa : la mère de Hioki
- 1955 : Shimai (姉妹?) de Miyoji Ieki : Shige
- 1955 : Histoire de fantômes de la jeunesse (青春怪談, Seishun kaidan?) de Kon Ichikawa : la nounou des Okumura
- 1955 : Les Loups (狼, Ōkami?) de Kaneto Shindō
- 1955 : Chacun dans sa coquille (自分の穴の中で, Jibun no ana no nakade?) de Tomu Uchida
- 1955 : Zoku keisatsu nikki (続警察日記?) de Seiji Hisamatsu : Yaeko Ueda
- 1955 : Haha naki ko de Kiyoshi Horiike : Oshige
- 1956 : La Harpe de Birmanie (ビルマの竪琴, Biruma no Tategoto?) de Kon Ichikawa : vieille femme
- 1956 : Double suicide à Shirogane (銀心中, Shirogane shinjū?) de Kaneto Shindō : Nobuyo
- 1956 : Ombres en plein jour (真昼の暗黒, Mahiru no ankoku?) de Tadashi Imai : Satoe Miyazaki
- 1956 : Shiawase wa doko ni (しあわせはどこに?) de Katsumi Nishikawa : Kane
- 1956 : Mon quartier (わが町, Waga machi?) de Yūzō Kawashima
- 1956 : L'Homme à abattre (狙われた男, Nerawareta otoko?) de Kō Nakahira
- 1956 : Tempête d'été (夏の嵐, Natsu no arashi?) de Kō Nakahira : Mitsu Asai
- 1956 : Une actrice (女優, Joyu?) de Kaneto Shindō
- 1957 : Le Trou (穴, Ana?) de Kon Ichikawa : Suga Akabane
- 1957 : La Vertu chancelante (美徳のよろめき, Bitoku no yoromeki?) de Kō Nakahira : le docteur
- 1957 : Kunin no shikeishū (九人の死刑囚?) de Takumi Furukawa
- 1958 : Yūrakuchō de aimashō (有楽町で逢いましょう?) de Kōji Shima : Tetsu Koyanagi
- 1958 : Le Guet-apens (張込み, Harikomi?) de Yoshitarō Nomura
- 1958 : Eien ni kotaezu: Kanketsu-hen (永遠に答えず 完結篇?) de Katsumi Nishikawa
- 1958 : Le Pavillon d'or (炎上, Enjō?) de Kon Ichikawa : Aki, la mère de Goichi
- 1958 : Musume no bōken (娘の冒険?) de Kōji Shima
- 1959 : Kiku et Isamu (キクとイサム, Kiku to Isamu?) de Tadashi Imai : Shigeko Kawada, la grand-mère
- 1959 : Yoru no togyo (夜の闘魚?) de Shigeo Tanaka : Yuki Kashiwabara
- 1959 : Le Mur du silence (その壁を砕け, Sono kabe o kudake?) de Kō Nakahira
- 1959 : L'Étrange Obsession (鍵, Kagi?) de Kon Ichikawa : Hana
- 1959 : Wakai keisha (若い傾斜?) de Katsumi Nishikawa : Tamiko Kunugi
- 1959 : Le Mur humain (人間の壁, Ningen no kabe?) de Satsuo Yamamoto
- 1959 : Mon deuxième frère (にあんちゃん, Nianchan?) de Shōhei Imamura

#### Les années 1960
- 1960 : Sekushi sain: Suki suki suki (セクシー・サイン 好き好き好き?) de Kōji Shima : Kimi Yamazaki
- 1960 : Ajisai no uta (あじさいの歌?) d'Eisuke Takizawa : Motoko
- 1960 : L'Enterrement du soleil (太陽の墓場, Taiyō no hakaba?) de Nagisa Ōshima : Chika, la femme de Batasuke
- 1960 : Yakuza sensei (やくざ先生?) d'Akinori Matsuo
- 1961 : L'Âge du mariage (婚期, Konki?) de Kōzaburō Yoshimura
- 1961 : L'Affaire Matsukawa (松川事件, Matsukawa jiken?) de Satsuo Yamamoto
- 1961 : Cheveux ébouriffés (みだれ髪, Midaregami?) de Teinosuke Kinugasa : Saoko
- 1961 : Onnamai (女舞?) de Hideo Ōba
- 1961 : Bouddha (釈迦, Shaka?) de Kenji Misumi : Sumi
- 1961 : Onna no tsurihashi (女のつり橋?) de Keigo Kimura : Aiko (épisode 1)
- 1961 : Un homme bon (好人好日, Kōjin kōjitsu?) de Minoru Shibuya
- 1962 : Les Vieilles Dames du Japon (喜劇 にっぽんのお婆あちゃん, Kigeki: Nippon no obāchan?) de Tadashi Imai : Kumi
- 1962 : La Ville des coupoles (キューポラがある街, Kyupora no aru machi?) de Kirio Urayama : Ume
- 1962 : Akai tsubomi to shiroi hana (赤い蕾と白い花?) de Katsumi Nishikawa : Kane Iwabuchi
- 1962 : Wakakute warukute sugoi koitsura (若くて、悪くて、凄いこいつら?) de Kō Nakahira : la tante
- 1962 : Ashita au hito (あした逢う人?) de Yoshio Inoue
- 1962 : Asu no hanayome (あすの花嫁?) de Takashi Nomura (en) : Segawa
- 1963 : Aoi sanmyaku (青い山脈?) de Katsumi Nishikawa : Shiraki, Teacher
- 1963 : Minna waga ko (みんなわが子?) de Miyoji Ieki
- 1963 : Une jeune fille à la dérive (非行少女, Hiko shōjo?) de Kirio Urayama : la mère d'Ikuko
- 1963 : La Famille matrilinéaire (女系家族, Nyokei kazoku?) de Kenji Misumi : Kimie
- 1963 : La Femme insecte (にっぽん昆虫記, Nippon konchūki?) de Shōhei Imamura : Madame
- 1964 : Kon'nichiwa akachan (こんにちは赤ちゃん?) de Motomu Ida : Yuki Nishizaka
- 1964 : Les Lundis de Yuka (月曜日のユカ, Getsuyōbi no Yuka?) de Kō Nakahira : la mère de Yuka
- 1964 : Une histoire d'Echigo (越後つついし親不知, Echigo Tsutsuishi Oyashirazu?) de Tadashi Imai
- 1964 : Désir meurtrier (赤い殺意, Akai satsui?) de Shōhei Imamura : Kinu Takahashi
- 1964 : Ai to shi o mitsumete (愛と死をみつめて?) de Buichi Saitō
- 1965 : Ane to imōto (あねといもうと?) de Yoshirō Kawazu
- 1965 : Miseinen: Zoku cupola no aru machi (未成年 続・キューポラのある街?) de Takashi Nomura (en) : Tomi Ishiguro
- 1965 : Les Contes du voleur japonais (にっぽん泥棒物語, Nippon dorobō monogatari?) de Satsuo Yamamoto : la mère de Gisuke
- 1965 : Teppō inu (鉄砲犬?) de Tetsutarō Murano
- 1965 : L'Archipel du Japon (日本列島, Nihon rettō?) de Kei Kumai : Kikuko Sasaki
- 1966 : Gontakure (ごんたくれ?) de Tetsutarō Murano : la mère de Sumiko
- 1966 : Le Combat final de Majin (大魔神逆襲, Daimajin Gyakushū?) de Kazuo Mori : Old Woman Kane
- 1967 : Kitaguni no ryojō (北国の旅情?) de Katsumi Nishikawa : Hana Kanai
- 1967 : Kigeki: Ippatsu shōbu (喜劇一発勝負?) de Yōji Yamada : Fumi Kiyono
- 1967 : Shayō no omokage (斜陽のおもかげ?) de Kōsei Saitō : Tsuru
- 1967 : Ai no sanka (愛の讃歌?) de Yōji Yamada : Orin
- 1968 : Le Soleil de Kurobe (黒部の太陽, Kurobe no taiyō?) de Kei Kumai : Kiku
- 1968 : Musume no kisetsu (娘の季節?) de Hiromi Higuchi
- 1968 : La Bombe humaine (肉弾, Nikudan?) de Kihachi Okamoto
- 1968 : Dare no isu? (だれの椅子？?) de Kenjirō Morinaga
- 1969 : Nuée d'oiseaux blancs (千羽鶴, Senba zuru?) de Yasuzō Masumura : Toyo
- 1969 : Chō kōsō no akebono (超高層のあけぼの?) de Hideo Sekigawa
- 1969 : Éphémère (かげろう, Kagerō?) de Kaneto Shindō

#### Les années 1970
- 1970 : Troupeaux terrestres (地の群れ, Chi no mure?) de Kei Kumai : Matsuko Fukuji
- 1970 : La Rivière sans pont II (橋のない川 第二部, Hashi no nai kawa II?) de Tadashi Imai : Fude Hatanaka
- 1970 : Akuma ga yondeiru (悪魔が呼んでいる?) de Michio Yamamoto : Shino
- 1970 : Kigeki: Ā gunka (喜劇 あゝ軍歌?) de Yōichi Maeda
- 1970 : Boku wa gosai (ボクは五才?) de Noriaki Yuasa
- 1971 : Yomigaeru daichi (甦える大地?) de Noboru Nakamura : Toyo
- 1971 : Une femme nommée En (婉という女, En toiu onna?) de Tadashi Imai
- 1971 : Gorotsuki mushuku (ごろつき無宿?) de Yasuo Furuhata
- 1971 : Kigeki: Inochi no nedan (喜劇 命の値段?) de Yōichi Maeda
- 1972 : Umarekawatta Tamegorō (生まれかわった為五郎?) d'Azuma Morisaki (en) : Uma
- 1972 : Ōgon Batto ga yattekuru (紙芝居昭和史 黄金バットがやって来る?) de Katsumune Ishida
- 1972 : Et tous ces camarades sans voix (あゝ声なき友, Aa koe naki tomo?) de Tadashi Imai
- 1974 : Une famille splendide (華麗なる一族, Karei naru ichizoku?) de Satsuo Yamamoto : Shuko Sahashi
- 1976 : La Sorcière (妖婆, Yoba?) de Tadashi Imai : sage-femme
- 1977 : Ningen no shōmei (人間の証明?) de Jun'ya Satō : vieille femme
- 1978 : Oyomeni yukimasu (お嫁にゆきます?) de Katsumi Nishikawa : Ume Misaki
- 1978 : Yasei no shōmei (野性の証明?) de Jun'ya Satō : Kiyo Matsushita
- 1978 : Bunko nikki d'Isao Kumagai
- 1979 : Le Col Nomugi (あゝ野麦峠, Ā, Nomugi tōge?) de Satsuo Yamamoto : vieille femme au magasin Osuke
- 1979 : Kanpaku sengen (関白宣言?) de Shūe Matsubayashi : grand-mère

#### Les années 1980
- 1980 : Furueru shita (震える舌?) de Yoshitarō Nomura : la mère d'Akira
- 1981 : Mayonaka no shōtaijō (真夜中の招待状?) de Yoshitarō Nomura : Sukeno
- 1981 : Eki, la gare (駅 STATION, Eki Station?) de Yasuo Furuhata : Masayo Mikami
- 1982 : Giwaku (疑惑?) de Yoshitarō Nomura : Harue Shirakawa
- 1983 : Amagi goe (天城越え?) de Haruhiko Mimura : vieille femme de la maison de thé
- 1983 : C'est dur d'être un homme : La Chanteuse (男はつらいよ 旅と女と寅次郎, Otoko wa tsurai yo: Tabi to onna to Torajirō?) de Yōji Yamada
- 1983 : Hakujasho (白蛇抄?) de Shun’ya Itō : Tane
- 1985 : Kiken na onnatachi (危険な女たち?) de Yoshitarō Nomura : Mme Kinumura
- 1985 : La Harpe de Birmanie (ビルマの竪琴, Biruma no Tategoto?) de Kon Ichikawa : une vieille femme
- 1987 : Gokiburi-tachi no tasogare (ゴキブリたちの黄昏?) de Hiroaki Yoshida : Torah (voix)
- 1988 : Yamadamura waltz (山田村ワルツ?) de Shūsuke Kaneko : Hana Tsutsumi
- 1988 : Mon voisin Totoro (となりのトトロ, Tonari no Totoro?) de Hayao Miyazaki : la grand-mère (voix)
- 1989 : Rikyu (利休, Rikyū?) de Hiroshi Teshigahara : la mère de Hideyoshi Toyotomi

#### Les années 1990
- 1991 : Le Grand Enlèvement (大誘拐, Dai yūkai?) de Kihachi Okamoto : Mme Toshiko 'Toji' Yanagawa

#### Les années 2000
- 2002 : Une lettre de la montagne (阿弥陀堂だより, Amidado dayori?) de Takashi Koizumi : Oume
- 2002 : Yomigaeri (黄泉がえり?) d'Akihiko Shiota : Saki Naitou

### À la télévision
- 1970 : Okusama wa 18-sai (en) (série TV)

## Récompenses
Sauf indication contraire, les informations mentionnées dans cette section peuvent être confirmées par la base de données cinématographiques IMDb,  présente dans la section « Liens externes ».
- 1960 : prix Blue Ribbon de la meilleure actrice pour Kiku et Isamu[2]
- 1960 : prix Mainichi de la meilleure actrice pour Kiku et Isamu[3]
- 1972 : prix Kinokuniya
- 1992 : Japan Academy Prize de la meilleure actrice pour Le Grand Enlèvement[4]
- 1992 : prix Kinema Junpō de la meilleure actrice pour Le Grand Enlèvement[5]
- 1992 : prix Mainichi de la meilleure actrice pour Le Grand Enlèvement[6]
- 2003 : Japan Academy Prize de la meilleure actrice dans un second rôle pour Une lettre de la montagne[7]
- 2003 : prix Kinema Junpō de la meilleure actrice dans un second rôle pour Une lettre de la montagne[8]
- 2011 : prix spécial aux Japan Academy Prize[9]